# St. Marys (Georgia)
St. Marys es una ciudad ubicada en el condado de Camden, en el estado estadounidense de Georgia. En el censo del año 2010 tenía una población de 17,121 habitantes. Su población estimada, a mediados de 2019, es de 18,567 habitantes.

## Geografía
St. Marys se encuentra ubicada en las coordenadas 30°45′23″N 81°34′17″O / 30.75639, -81.57139 (30.756264, -81.571287).
Según la Oficina del Censo, la localidad tiene un área total de 64,74 km², de la cual 59,11 km² es tierra y 5,63 km² es agua.

## Demografía
Según la Oficina del Censo en 2000 los ingresos medios por hogar en la localidad eran de $42,087, y los ingresos medios por familia eran $46,065. Los hombres tenían unos ingresos medios de $35,419 frente a los $24,449 para las mujeres. La renta per cápita para la localidad era de $18,099. 